# Elijahu Berligne
Elijahu Berligne (hebrejsky: אליהו ברלין,‎ 1866 – 25. února 1959) byl jeden ze zakladatelů Tel Avivu, sionistický vůdce jišuvu v mandátní Palestině a signatář izraelské deklarace nezávislosti.

## Biografie
Narodil se v roce 1866 v carském Rusku (dnešní Bělorusko) a byl aktivistou Chovevej Cijon (Milovníků Sijónu). Zúčastnil se prvního sionistického kongresu a oponoval plánu Theodora Herzla na náhradní plán zřízení židovské domoviny v Ugandě. V roce 1905 navštívil osmanskou Palestinu a o dva roky později podnikl aliju a usadil se v Jaffě. Po příjezdu založil v Haifě a oblasti Guš Danu továrnu na olivový olej a mýdlo.
Patřil k zakladatelům Progresivní strany, později se však stal členem Všeobecných sionistů a za tuto stranu byl členem Židovské národní rady. V letech 1920 až 1948 byl pokladníkem rady a manažerem banky ha-Po'alim. V roce 1948 byl jedním ze 37 signatářů izraelské deklarace nezávislosti (na slavnostní ceremonii se mu podařilo z obleženého Jeruzaléma dostat letadlem).